# Angelica Moser
Angelica Moser (Plano, 9 ottobre 1997) è un'astista svizzera, campionessa europea indoor a Toruń 2021 ed Apeldoorn 2025 e campionessa europea a Roma 2024.

## Palmarès
| Anno | Manifestazione               | Sede           | Evento           | Risultato | Prestazione | Note                                     |
| ---- | ---------------------------- | -------------- | ---------------- | --------- | ----------- | ---------------------------------------- |
| 2014 | Olimpiadi giovanili          | Nanchino       | Salto con l'asta | Oro       | 4,36 m      | Miglior prestazione personale            |
| 2015 | Europei indoor               | Praga          | Salto con l'asta | 21ª (q)   | 4,10 m      |                                          |
| 2015 | Europei U20                  | Eskilstuna     | Salto con l'asta | Oro       | 4,35 m      |                                          |
| 2015 | Mondiali                     | Pechino        | Salto con l'asta | 25ª (q)   | 4,15 m      |                                          |
| 2016 | Europei                      | Amsterdam      | Salto con l'asta | 7ª        | 4,45 m      | =                                        |
| 2016 | Mondiali U20                 | Bydgoszcz      | Salto con l'asta | Oro       | 4,55 m      | Record dei campionati                    |
| 2016 | Giochi olimpici              | Rio de Janeiro | Salto con l'asta | 23ª (q)   | 4,45 m      |                                          |
| 2017 | Europei indoor               | Belgrado       | Salto con l'asta | 11ª       | 4,40 m      | Miglior prestazione personale stagionale |
| 2017 | Europei U23                  | Bydgoszcz      | Salto con l'asta | Oro       | 4,55 m      |                                          |
| 2017 | Mondiali                     | Londra         | Salto con l'asta | 13ª (q)   | 4,50 m      |                                          |
| 2018 | Europei                      | Berlino        | Salto con l'asta | 20ª (q)   | 4,20 m      |                                          |
| 2019 | Europei indoor               | Glasgow        | Salto con l'asta | 4ª        | 4,65 m      | Miglior prestazione personale            |
| 2019 | Europei U23                  | Gävle          | Salto con l'asta | Oro       | 4,56 m      | Miglior prestazione personale stagionale |
| 2019 | Mondiali                     | Doha           | Salto con l'asta | 13ª       | 4,50 m      |                                          |
| 2021 | Europei indoor               | Toruń          | Salto con l'asta | Oro       | 4,75 m      | Miglior prestazione personale            |
| 2021 | Giochi Olimpici              | Tokyo          | Salto con l'asta | 20ª (q)   | 4,40 m      |                                          |
| 2022 | Mondiali indoor              | Belgrado       | Salto con l'asta | 4ª        | 4,60 m      |                                          |
| 2022 | Mondiali                     | Eugene         | Salto con l'asta | 8ª        | 4,60 m      |                                          |
| 2022 | Europei                      | Monaco         | Salto con l'asta | 5ª        | 4,55 m      |                                          |
| 2023 | Europei indoor               | Istanbul       | Salto con l'asta | 6ª        | 4,45 m      |                                          |
| 2023 | Giochi europei               | Chorzów        | Salto con l'asta | Bronzo    | 4,60 m      | [ 1 ]                                    |
| 2023 | Giochi mondiali universitari | Chengdu        | Salto con l'asta | Oro       | 4,62 m      | Miglior prestazione personale stagionale |
| 2023 | Mondiali                     | Budapest       | Salto con l'asta | 5ª        | 4,75 m      | =                                        |
| 2024 | Mondiali indoor              | Glasgow        | Salto con l'asta | 4ª        | 4,75 m      |                                          |
| 2024 | Europei                      | Roma           | Salto con l'asta | Oro       | 4,78 m      | =                                        |
| 2024 | Giochi olimpici              | Parigi         | Salto con l'asta | 4ª        | 4,80 m      |                                          |
| 2025 | Europei indoor               | Apeldoorn      | Salto con l'asta | Oro       | 4,80 m      |                                          |
| 2025 | Mondiali indoor              | Nanchino       | Salto con l'asta | Bronzo    | 4,70 m      | =                                        |

## Altre competizioni internazionali
2013
- Oro al Festival olimpico della gioventù europea ( Utrecht), salto con l'asta - 4,07 m

2023
- Argento ai Campionati europei a squadre di atletica leggera ( Chorzów), salto con l'asta - 4,60 m

2025
- Bronzo ai Campionati europei a squadre di atletica leggera ( Madrid), salto con l'asta - 4,55 m